# FarWest
FarWest è un programma televisivo italiano di genere talk show, criminologico, rotocalco e investigativo, in onda in prima serata su Rai 3 dal 27 novembre 2023, ideato e condotto da Salvo Sottile. Il programma è giunto alla seconda edizione e viene trasmesso in diretta dallo studio 6 degli studi televisivi Fabrizio Frizzi di Roma.

## Il programma
Il programma, nato per sostituire il programma Report (in onda sempre su Rai 3, con la conduzione di Sigfrido Ranucci) il quale è passato nella prima serata della domenica, è ideato e condotto da Salvo Sottile, curato da Giorgia Ercolani, realizzato insieme agli inviati Carlo Marsilli, Silvio Schembri, Rebecca Pecori, Giulia Torlone, Francesca Carrarini, Andrea Sceresini e Carmine Gazzanni, prodotto dalla Rai e mantiene il format di un talk show d'approfondimento sui temi dell'attualità e si occupa prevalentemente di giornalismo d'inchiesta, con l'ausilio di vari servizi realizzati da un team di collaboratori e dalla presenza di ospiti in studio e in collegamento, pronti ad intervenire sulle varie tematiche.
Tra gli opinionisti ricorrenti troviamo Selvaggia Lucarelli, Mario Tozzi, Sandrone Dazieri, Vittorio Feltri e Roberta Bruzzone.

## Edizioni
| Edizione | Anno      | Conduzione    | Periodo          | Periodo          | Puntate | Regia                   | Studio                                                |
| Edizione | Anno      | Conduzione    | Inizio           | Fine             | Puntate | Regia                   | Studio                                                |
| -------- | --------- | ------------- | ---------------- | ---------------- | ------- | ----------------------- | ----------------------------------------------------- |
| 1ª       | 2023-2024 | Salvo Sottile | 27 novembre 2023 | 12 febbraio 2024 | 10      | Fabrizio Guttuso Alaimo | Studio 3 degli studi televisivi Fabrizio Frizzi, Roma |
| 1ª       | 2023-2024 | Salvo Sottile | 15 aprile 2024   | 24 giugno 2024   | 11      | Anna Grossi             | Studio 3 degli studi televisivi Fabrizio Frizzi, Roma |
| 2ª       | 2024-2025 | Salvo Sottile | 11 ottobre 2024  | 14 marzo 2025    | 20      | Anna Grossi             | Studio 6 degli studi televisivi Fabrizio Frizzi, Roma |
| 2ª       | 2024-2025 | Salvo Sottile | 2 maggio 2025    | 20 giugno 2025   | 8       | Anna Grossi             | Studio 6 degli studi televisivi Fabrizio Frizzi, Roma |

## Programmazione
| Edizione | Rete televisiva | Anno      | Stagione        | Orario      | Durata  | Programmazione | Programmazione | Programmazione | Programmazione | Programmazione | Programmazione | Programmazione | Collocazione |
| Edizione | Rete televisiva | Anno      | Stagione        | Orario      | Durata  | L              | M              | M              | G              | V              | S              | D              | Collocazione |
| -------- | --------------- | --------- | --------------- | ----------- | ------- | -------------- | -------------- | -------------- | -------------- | -------------- | -------------- | -------------- | ------------ |
| 1ª       | Rai 3           | 2023-2024 | autunno-inverno | 21:20-00:00 | 160 min |                |                |                |                |                |                |                | Prima serata |
| 1ª       | Rai 3           | 2023-2024 | primavera       | 21:20-00:00 | 160 min |                |                |                |                |                |                |                | Prima serata |
| 2ª       | Rai 3           | 2024-2025 | autunno-inverno | 21:20-00:00 | 160 min |                |                |                |                |                |                |                | Prima serata |
| 2ª       | Rai 3           | 2024-2025 | primavera       | 21:20-00:00 | 160 min |                |                |                |                |                |                |                | Prima serata |